# Höfner
Karl Höfner GmbH & Co. KG är en tysk tillverkare av musikinstrument, med en division som tillverkar gitarrer och basar, och en annan som tillverkar andra stränginstrument som fioler, violar och cellor.
Mycket av Höfners popularitet beror på Paul McCartneys användning av Höfner 500/1 bas genom hela sin karriär. Den här violinformade modellen kallas vanligtvis "Beatle Bass".

## Kända användare

### Beatles
Beatlesgitarristerna George Harrison och John Lennon använde båda elgitarrer från Höfner. I början av karriären använde Harrison använde en Höfner President och en Club 40. Lennons första elgitarr var en Höfner Club 40, inköpt 1959 från Hessy's Music Store i Liverpool. Han använde den i ungefär ett år innan han köpte en Rickenbackergitarr. Hans Club 40 lånades ett tag ut till Paul McCartney innan den såldes. Bandets första basist Stuart Sutcliffe spelade på en Höfner 500/5 Bass.

#### Paul McCartney

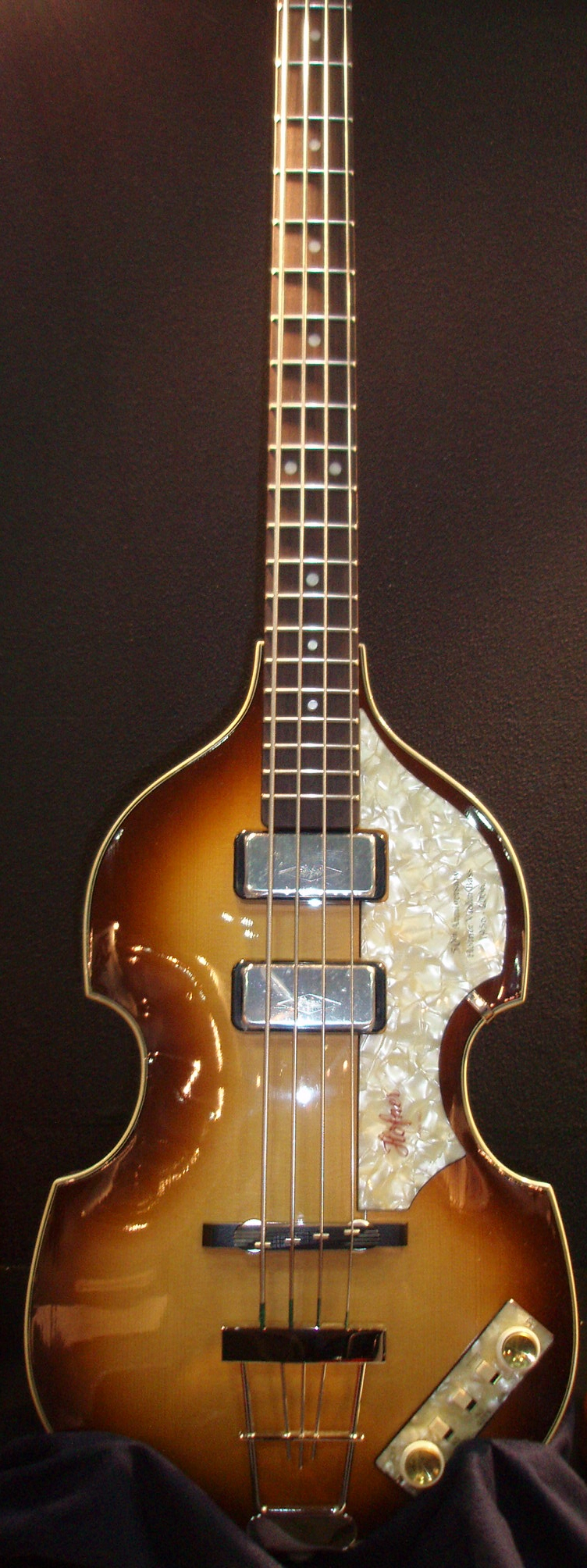
En Höfner 500/1 liknande den bas som Paul McCartney använder.

Företaget är mest känt för sitt samarbete med Beatles sångare och basist Paul McCartney, som är en långvarig användare av Höfner 500/1- modellen. Modellen är en ihålig bas, formad som en violin. Modellen började att tillverkas 1956.
McCartney spelade på två stycken 500/1 basar under större delen av gruppens karriär - en 1961-modell med två pickups monterade nära varandra vid halsens slut, och en 1963-modell med den andra pickupen monterad närmare stallet. McCartney använde sin första bas från 1961 till inspelningen av With The Beatles i slutet av 1963, då han fick sin andra 500/1. McCartney använde sin bas från 1963 nästan uteslutande under Beatles turnernade, och med sin 1961 bas (som reparerades och lackades om 1964) som backup. Trots att McCartney 1965 hade börjat använda en Rickenbackerbas, tog han fram sin 1961-modell för promofilmen för låten Revolution 1968 och för dokumentären Let It Be det följande året. Under inspelningen av filmen blev 1961-basen stulen och McCartney använde sin nyare Höfner för resten av filmen, inklusive den berömda spelningen på Abbey Roads hustak. McCartney har fortsatt att använda sin 1963 Höfner omfattande genom sin solokarriär och fortsätter att använda den idag.

### Användare av Höfner 500/1 violinbas
- The Beatles och Wings basist och sångare Paul McCartney
- Amy Winehouse basist Dale Davis
- Barenaked Ladies basist Jim Creeggan
- Beach Boys basist Brian Wilson, samt Al Jardine och Carl Wilson på vissa låtar.
- Big Stars basister Andy Hummel och Ken Stringfellow, samt Alex Chiltons basist Terry Manning
- Fleet Foxes basist Christian Wargo

### Användare av Höfner 500/2
- Talking Heads basist Tina Weymouth
- Tom Petty spelade med gruppen Mudcrutch på en 500/2
- Johanna Söderberg från First Aid Kit använder ofta en 500/2 vid livekonserter[4]

### Användare av Höfnergitarrer
- Hank Marvins först gitarr var en Höfner Congress.
- Eric Clapton lärde sig att spela på en akustisk Höfner.
- Ritchie Blackmore spelade på en Club 50 i sina yngre dar.
- Keith Richards från The Rolling Stones bytte in en trave skivor för att kunna köpa sin första gitarr, en Höfner orkestergitarr med cutaway.
- Mark Knopflers första gitarr var en V2 med solid kropp.
- Jimmy Page använde en Höfner President i hans första TV-sända framträdande 1957.